# Túnel Contumil–Rio Tinto
O Túnel Contumil-Rio Tinto é um túnel ferroviário que permite a ligação entre as estações da Nau Vitória e a estação da Levada, do Metro do Porto, fronteira da cidade do Porto com o município de Gondomar. O túnel com 1000 metros de extensão foi construído entre Dezembro 2008 e Março 2010 e serve a linha F (laranja) do Metro do Porto. O túnel foi construído na fronteira entre o Porto e Gondomar e passa sob a Linha do Minho e a Estrada da Circunvalação.
| Túnel                                             | comp.  | (de)       | (a)        | Linhas                 |
| Túnel                                             | comp.  | Construção | Construção | Linhas                 |
| ------------------------------------------------- | ------ | ---------- | ---------- | ---------------------- |
| Campanhã–Trindade                                 | 2300 m | 2000.06    | 2002.10    |                        |
| Salgueiros–Ponte                                  | 4000 m | 2002.05    | 2003.10    |                        |
| Lapa                                              | 0500 m | ?          | 1938.10    |                        |
| Túnel J                                           | 0274 m | 2002.12    | 2003.05    | —                      |
| Contumil–Rio Tinto                                | 0950 m | 2009.09    | 2010.04    |                        |
| Guindais*                                         | 090 m  | ?          | 2004.02    | Funicular dos Guindais |
| (*) gerido pelo Metro do Porto entre 2004 e 2020. |        |            |            |                        |